# Hanawaltita
L'hanawaltita és un mineral de la classe dels halurs. Un sinònim del seu nom és el codi IMA1994-036.

## Característiques
L'hanawaltita és un halur de fórmula química Hg₆1+Hg2+O₃Cl₂. Cristal·litza en el sistema ortoròmbic. La seva duresa a l'escala de Mohs és 4.
Segons la classificació de Nickel-Strunz, la hanawaltita pertany a «03.DD: Oxihalurs, hidroxihalurs i halurs amb doble enllaç, amb Hg» juntament amb els següents minerals: eglestonita, kadyrelita, poiarkovita, vasilyevita, terlinguaïta, pinchita, gianel·laïta, mosesita, kleinita, tedhadleyita, terlinguacreekita, kelyanita, aurivilliusita i comancheïta.

## Formació i jaciments
S'ha descrit només a la seva localitat tipus en una superfície de fractura en una roca silícica-carbonatada bretxificada composta principalment de magnesita fèrrica i quars.